# 보네프로
보네프로(이탈리아어: Bonefro)는 이탈리아 몰리세주 캄포바소도의 코무네다. 캄포바소로부터 북동쪽 25km 거리에 있다.
이곳에선 매년 7월 마다 아드리아 실내악 축제(Festival di Adriatico da Musica da Camera/ https://web.archive.org/web/20190201060508/http://www.acmf.org/) 가 열린다